# Publiq
publiq (voorheen: CultuurNet Vlaanderen) is een vzw die cultuur promoot in opdracht van de Vlaamse overheid met subsidies van het Departement Cultuur, Jeugd en Media. 

## Geschiedenis
In 2002 werd de organisatie opgericht via een beheersovereenkomst. In 2005 werd de CultuurDatabank gelanceerd om het culturele aanbod te ontsluiten via www.cultuurweb.be. In 2009 werd de databank UiTdatabank met UiT als publieke herkenningspunt.
CultuurNet Vlaanderen gebruikte de slogan "meer mensen, meer goesting, meer cultuur" tot het in september 2017 fuseerde met CJP vzw. Samen gingen ze verder als publiq met als slogan "Maak het mee".